# Hotel Kaiserhof (Daressalam)
Das Hotel Kaiserhof war ein 1906 gegründetes Hotel in Daressalam, der damaligen Hauptstadt der Kolonie Deutsch-Ostafrika. Als Teil der seit 1891 erbauten kolonialen Gebäude diente es außer für durchreisende Gäste auch als Ort für Veranstaltungen der europäischen Bevölkerung.
Nach dem Einmarsch britischer Truppen im September 1916 wurde das Hotel im Ersten Weltkrieg in Ostafrika beschlagnahmt und als Lazarett genutzt. Nach einer Restaurierung erhielt es den Namen „New Africa Hotel“ und stellte bis in die 1960er Jahre einen zentralen Treffpunkt für die intellektuelle Elite der Stadt dar. Anschließend wurde das Gebäude abgerissen und durch ein neues Hotel ersetzt.

## Geschichte

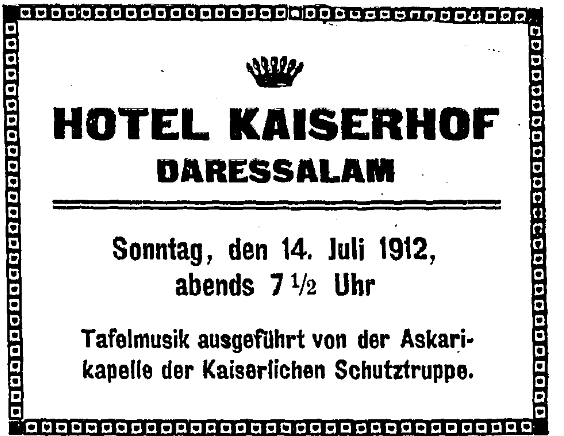
Anzeige aus der Deutsch-Ostafrikanischen Zeitung für Tafelmusik mit der Askari-Kapelle der Schutztruppe im Hotel Kaiserhof

Das Hotel Kaiserhof wurde 1906 in Daressalam, der Hauptstadt der Kolonie Deutsch‑Ostafrika, eröffnet. Die Stadt am Indischen Ozean war seit 1891 administrative Hauptstadt und entwickelte sich rasch zum wichtigsten Hafen und Verwaltungssitz der Kolonie. Der Kaiserhof war ein für damalige Verhältnisse modernes Hotel mit Warmwasser, Strom und einem Wiener Kaffeehaus für durchreisende Gäste und Veranstaltungen für die europäische Bevölkerung. Es lag unmittelbar am Hafen, in Sichtweite der weiterhin bestehenden evangelisch-lutherischen Azania-Front-Kathedrale. Eine breite Straße führte vom Hotel zur Bahnstation und zu den Regierungsgebäuden. Weitere koloniale Hotels gleichen Namens existierten in Städten wie Tabora, Tanga und Kigoma.:297
Bis zum britischen Einmarsch im September 1916 wurde das Hotel von der Ostafrikanischen Gasthausgesellschaft unter ihrem Direktor Ernst Kliemke betrieben. Im Ersten Weltkrieg in Ostafrika wurde der Kaiserhof kurzzeitig beschlagnahmt und diente vorübergehend als Lazarett. Im Anschluss wurde das Gebäude von der britischen Mandatsverwaltung in Tanganjika restauriert und in „New Africa Hotel“ umbenannt. Im Jahr 1920 bezeichnete es eine Studie über das britische Mandatsgebiet in Tanganyika als bestes Hotel zwischen Durban in Südafrika und Port Said in Ägypten.
Nach der Unabhängigkeit Tansanias war das New Africa Hotel in den 1960er Jahren ein wichtiger Treffpunkt für die kulturelle und intellektuelle Elite der Stadt. In der Folge wurde es jedoch abgerissen und durch ein größeres Hotel gleichen Namens ersetzt.:120

## Rezeption
In einer Reportage über Daressalam von 1964 schrieb Der Spiegel: „Fachwerk und gedrungene, ineinander geschachtelte Giebel haben inmitten des neuen Daressalam, das durch einige Hochhäuser repräsentiert wird, eine fränkische Kleinstadtidylle erhalten.“

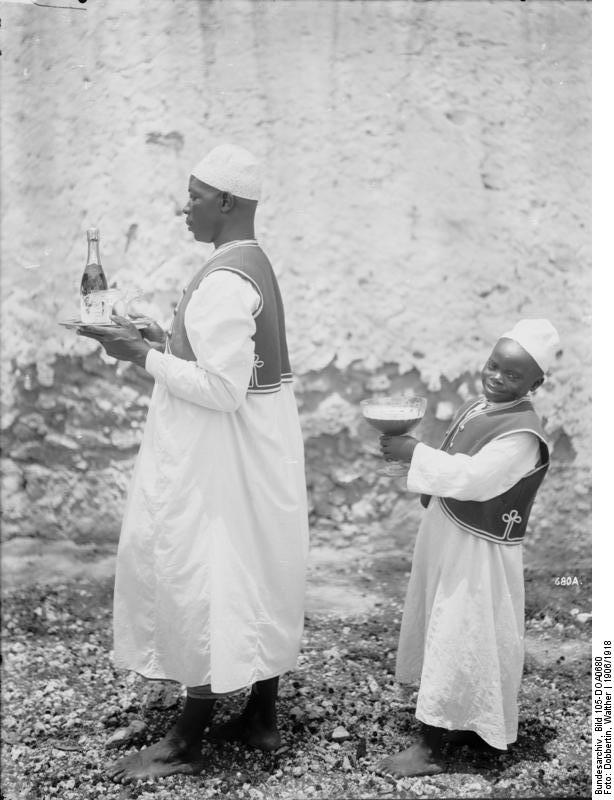
Afrikanischer Kellner und „Hotelboy“ in Daressalam

In einem Interview zum Thema Stadterhaltung bezeichnete Walter Bgoya, tansanischer Verleger und Mitglied des Dar Centre for Architectural Heritage, das ehemalige Hotel als ein äußerst wichtiges historisches Gebäude, in dem bis in die 1960er Jahre die meisten gesellschaftlichen Veranstaltungen stattfanden.

### In Archiven
Die visuellen Quellen zum Kaiserhof umfassen historische Fotografien und Ansichtskarten aus dem frühen 20. Jahrhundert, gesammelt in Archivbeständen, etwa im Ethnologischen Museum Berlin, dem kolonialen Bildarchiv der Universität Frankfurt und dem Deutschen Historischen Museum. Aufnahmen von zeitgenössischen Fotografen wie Walther Dobbertin im Bundesarchiv dokumentieren die Außenansicht, den Innenhof und den Speisesaal, einschließlich Szenen mit einheimischem Personal wie beispielsweise einem afrikanischen Kellner und Kind als „Hotelboy“.

### Literarische Verarbeitung
Im Roman Eine Frage der Zeit des Schweizer Schriftstellers Alex Capus, welcher von 1914 bis 1916 in Deutsch-Ostafrika spielt, sind die drei Protagonisten durch die Kolonialverwaltung im Hotel Kaiserhof untergebracht.
Eine Szene im Roman Wie Schnee in der Sonne von William Boyd beschreibt das Hotel Kaiserhof und seine Umgebung zur Kolonialzeit aus der Perspektive der Romanfigur Temple Smith:

„Der Kaiserhof war in Wirklichkeit das Eisenbahnhotel, das etwa sechs Jahre vor dem Beginn der Tanganjikabahn erbaut worden war. Es war ein ziemlich großes Steingebäude mit unechten Zinnen, das an der Ecke Araberstraße und Bahnhofstraße stand. Hinter Temple lag die Hafenlagune mit ihrem neu errichteten Pier, den Hafenämtern und den Zollhäusern. [...] Wäre er die Araberstraße entlang nach Osten weitergegangen, hätte er die Hauptgeschäftsstraße Unter den Akazien erreicht, wo die deutsche Ordentlichkeit und Effizienz deutlicher zu sehen waren. Die schmale, von Flammenbäumen gesäumte Allee Unter den Akazien führte zu den Wohngebieten von Dar. Bewaldete, weitläufige Straßen, solide zwei- und dreistöckige Kolonialhäuser aus Stein mit roten Ziegeldächern und ein großer, wunderschön angelegter botanischer Garten.“

## Galerie

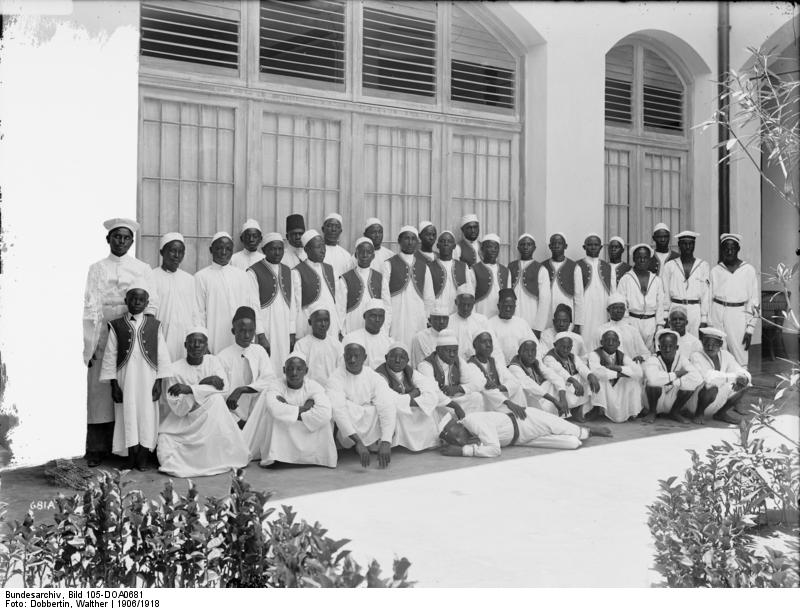
Afrikanisches Personal
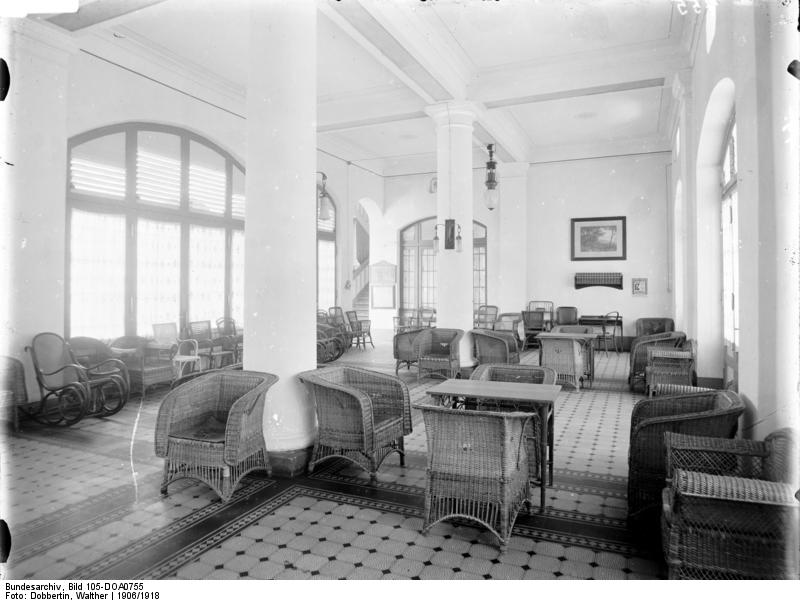
Innenansicht
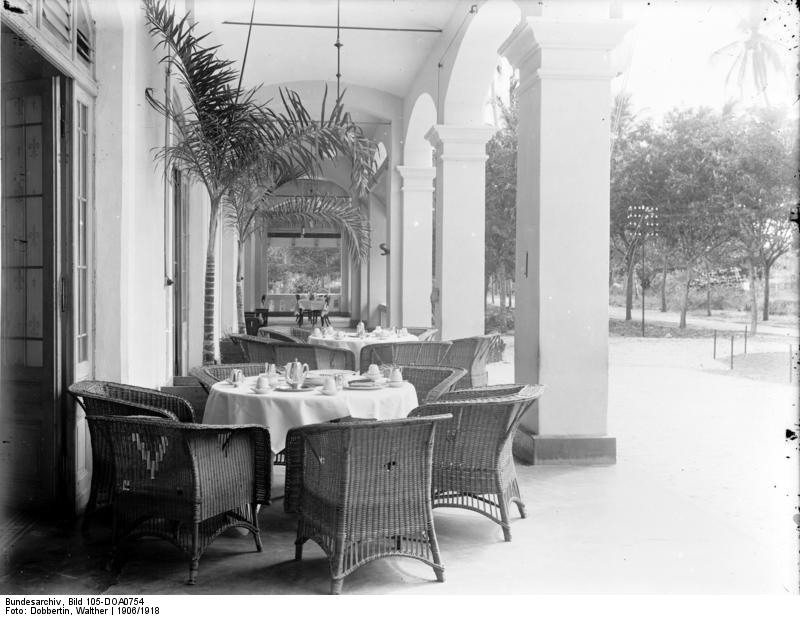
Veranda